# Яблуницький (струмок)
Яблуницький — струмок  в Україні, у  Верховинському районі Івано-Франківської області, лівий доплив Білого Черемошу (басейн Дунаю).

## Опис
Довжина струмка приблизно 4 км. Формується з багатьох безіменних струмків.

## Розташування
Бере  початок на сході від села Сеньківське. Тече переважно на південний схід і у селі Яблуниця впадає у річку Білий Черемош, праву притоку Черемошу.